# Vallée des Jardins
La Vallée des Jardins est un parc situé à Caen.
Il a été aménagé en 1984 dans une ancienne prairie naturelle appartenant au domaine d'une exploitation agricole appelée ferme Vimard. 
Il s'étend du nord au sud sur 11 ha dans une vallée où plusieurs types de paysages se succèdent :
- dans la partie haute, un arboretum le long du boulevard Jean Moulin (bouleaux, viornes, érables, arbres à écorces décoratives, rosiers buissonnants,...)
- dans la partie intermédiaire, plusieurs pelouses rustiques délimitées par des aubépines blanches et des sureaux
- dans la partie basse, une collection de plantes vivaces comme des pivoines et des hémérocalles protégée par une falaise calcaire

Ce parc est prolongé à l'est de l'avenue de Courseulles par les coteaux des Sablons.
Le parc public n'étant pas clos, il est accessible en permanence.

## Liens
- Site de la ville de Caen